# Aprostocetus clavicornis
Aprostocetus clavicornis är en stekelart som först beskrevs av Zetterstedt 1838.  Aprostocetus clavicornis ingår i släktet Aprostocetus och familjen finglanssteklar. Arten är reproducerande i Sverige. Inga underarter finns listade i Catalogue of Life.